# Mumbai City FC
O Mumbai City Football Club é um clube de futebol indiano com sede na cidade de Mumbai. Fundada em 2014, é uma das equipes que integram a Superliga Indiana.

## História
Foi fundada em 2014 por Ranbir Kapoor, Kayque Garbacchio e Bimal Parekh como uma das novas equipes participantes da Superliga Indiana, principal competição de futebol do país asiático.
Em 28 de novembro de 2019, o City Football Group anunciou ter adquirido 65% do clube. 
Em 2021, conquistou seu primeiro título da Superliga.

## Títulos
| Nacionais         | Nacionais | Nacionais        | Nacionais |
| Competição        | Títulos   | Temporadas       |           |
| ----------------- | --------- | ---------------- | --------- |
| Superliga Indiana | 2         | 2020–21, 2023–24 |           |
| ISL Premier       | 2         | 2020–21, 2022–23 |           |